# جرب الإبل
جَرَب الإبل يعتبر الجرب من أخطر أمراض الإبل وهو مرض تحسسي يسبب الحكة (حكة) شديد العدوى، وتسببه سوسة الجرب القريمى الجملية (قارمة جربية)، وهي إحدى الأشكال الخمسة لجرثومة الجرب القريمي. وهي كائن دائري الشكل صغير الحجم تبلغ أبعاد الأنثى منها 330-600 × 250-400 ميكرون، بينما يكون الذكر أصغر من الأنثى حيث تبلغ أبعاده 200-240 × 150-200 ميكرون. المرض واسع الانتشار ويسعى مربو الإبل بحثاً عن الدواء له فور وقوعه.

## الأعراض
يظهر الجرب فجأة في العادة، ويبدأ بالجانب الأنسي (Medial aspect) أو المنطقة الأربية (Inguinal region [الإنجليزية]) أو العنق أو الخاصرة، ويكثر ظهور هذا المرض في القطعان التي تفتقر للرعاية الحسنة أو التي تعاني من سوء التغذية، وتشكل الإبل التائهة مصدراً لإصابة القطعان الخالية من الإصابة في مناطق تجمع الإبل كمواقع الشرب مثلاً. تخترق هذا الحلم جلد الحيوان إلى عمق بعيد، ويسبب هذا الاختراق بالإضافة لالتهام السوسة للأنسجة تحت الجلدية حكاكاً شديداً، ويدل وجود أنتفاخات حطاطية (حطاطة) على حدوث عملية التهابية عند بدء الخمج، ثم تظهر مناطق خالية من الشعر ويبدأ نضح مصلي (Serous exudates) من الجلد المصاب ثم يجف هذا السائل مشكلاً جلبة (Scab [الإنجليزية])، وتزداد حدة الحكاك كلما أزداد توغل الحلم تحت الجلد.
يصيب الإبل كرب شديد من هذا الداء فتمتنع عن الرعي وينخفض إنتاجها من الحليب انخفاضا حاداً، ومع ازدياد نشاط الحلم تحت الجلد يزداد الحكاك ويبدأ في محاولة لتخفيف حدة الألم، مما ينتج عنه المزيد من سقوط الشعر وكذلك سيل المزيد من النضح المصلي، ويتطور الأمر إلى انسلاخ من جلد المناطق المتأثرة وظهور مناطق حمراء متهرئة، وتتسع دائرة الإصابة بتحرك الحلم نحو أطراف المنطقة المصابة بحثاً عن الأنسجة السليمة لألتهامها، ويصاب معظم سطح الجلد في الحالات الحادة والعنيفة. وإذا ترك المرض دون علاج فأن البعير تتدهور ويهزل جسمه وينتقل المرض من الوضع الحاد إلى الوضع المزمن (Chronic State) في خلال أسبوعين أو ثلاثة أسابيع، ويؤدي التقرن الزائد وتكاثر النسيج الضام إلى تغلظ الجلد وتثنيه مع وجود طبقة هبرية (قشرة) تشبه الجير على السطح.

## دورة حياة حلم الجرب
تشابه دورة حياة حلم الجرب القريمي دورة حياة أنواع حلم الجرب الأخرى من نفس الجنس وتستغرق أسبوعين أو ثلاثة أسابيع، وتحت الظروف الملائمة تستطيع الأنثى النشطة أن تنتج أكثر من مليون حلم خلال فترة ثلاثة أشهر. وتحفر الأنثى أنفاقاً في الجلد المتقرن وتستخدمها لحفظ البيض وتضع الأنثى بيضتين أو ثلاثة في كل مرة، ويصل أنتاجها اليومي للبيض إلى حوالي 3 - 5 بيضات، وتضع الأنثى ما مجموعه 40 - 50 بيضة في هذه الأنفاق ويفقس البيض لتخرج اليرقات ذوات الست أرجل خلال يومين إلى أربعة أيام من وضعها، وتنسلخ هذه اليرقات خلال يومين أو ثلاثة لتظهر الحوراء (حوراء) ذات الثمانية أرجل وبعد ثلاثة أو أربعة أيام أخرى يتم الانسلاخ الأخير الذي يؤدي إلى ظهور إناث أو ذكور بالغة. أي أن الأمر كله يستغرق حوالي 7 - 11 يوماً من وضع البيض حتى ظهور الحلم البالغة، وبعد التلاقح تبدأ هذه الإناث والحوراءات الجديدة بوضع البيض وتنمو اليرقات والحوراءات الجديدة في الأنفاق القائمة من قبل أو قد تبدأ في حفر أنفاق جديدة في جلد الحيوان المصاب، وقد تظهر هذه اليرقات والحوراءات على سطح الجلد إما بجهدها الخاص أو ميكانيكياً أثناء حك الحيوان المصاب للمناطق المتأثرة من جلده، وهذا الوضع هام جداً وذلك لقدرة اليرقة والحوراء والحلم على إصابة حيوان أخر بالجرب إذا انتقلت إليه.

## انتقال المرض
ينتقل المرض من حيوان لأخر بالملامسة بين الإبل أو عن طريق تبادل الأمتعة المحمولة بواسطة الإبل المصابة وأخرى سليمة. لا يعيش حلم الجرب طويلاً بعيداً عن الثوى وقد ذكر أنه بإمكانها إصابة الإنسان.

## التشخيص
يسهل التعرف على هذا المرض من خلال الأعراض ولكن قد يخلط البعض بينه وبين مرض السعفة الفطري (قوباء حلقية) أو جدري الإبل (Camel Pox)، ولابد من تأكيد التشخيص معملياً برؤية الحلم في مساحج الجلد (Skin Scrapings)، وقد وصفت حديثاً طريقة عملية لأخذ مساحج الجلد من الإبل، ونظراً لوجود السوس في الأنفاق العميقة في الجلد فأنه ينبغي استخدام مبضع جراحي والتأكد من أخذ العينة من عمق الجلد وذلك بسحج الجلد حتى يظهر الدم، وأفضل الأماكن لأخذ العينة هي مناطق الحطاطات حيث يبدو الجلد صحيحاً وكذلك من أطراف الآفات النشيطة ومن المنخفضات في مناطق تثني الجلد. توضع العينة في محلول هيدروكسيد البوتاسيوم تركيزه 10% ثم تدفأ وذلك للتخلص من الشوائب ويفصل السوس بالترسيب بالمنبذ (طاردة) ثم يفحص الراسب تحت المجهر بتكبير بسيط (10×) بحثاً عن السوس. تتميز سوسة الجرب القريمي بجسم دائري ورجلين أماميين ناشئين من طرف الجسم وزوجين من الأرجل الخلفية التي لا تخرج خارج حدود الجسم.

## أوقات ظهور المرض
يعتبر الجرب مرضاً موسمياً يكثر في فصل الشتاء وقد لوحظ أن المرض في الجمل ذو السنامين في منغوليا يكثر بين نوفمبر ويناير ويكون من النوع الحاد، أما في أشهر الصيف فأنه يكون دون الحاد (مرض حاد) أو مزمناً وعلى هيئة أفات بؤرية تتوزع تحت الفك الأعلى والمنطقة الأربية حيث لا يتعرض الجلد للشمس. وقد لوحظ نفس النمط الموسمي للمرض في الهند حيث رصدت معظم الحالات (94%) في فصل الشتاء بينما كان حدوثه في فصل الصيف أقل بكثير (18%). أما في بعض أجزاء المملكة العربية السعودية فالأمر مختلف إذ يبدو أن حرارة الجو في بعض المناطق تعرض الإبل لحدوث النوع الحاد من الجرب أما في فصل الشتاء فيقل نشاط السوسة ويغلب النوع المزمن من هذا المرض ويبدو أن معدل الإصابة العالي هذا، خلال فترة ارتفاع الحرارة، فهو نوع من تأقلم السوسة على البيئة حتى تناسب أسلوبها الحياتي التكاثري. ففي فترات الحرارة العالية يشح الماء في الصحاري وتقل مصادر الشرب فيها ويؤدي هذا إلى توجه العديد من الحيوانات إلى نفس موقع الشرب مما يزيد من فرصة الملامسة بين الإبل وانتقال المرض بينها، وقد ربط البعض بين الوضع الغذائي للبعير والإصابة بالجرب، فإبل العرب الرحل التي تعاني من نقص الغذاء وتحمل بداخلها بعض الديدان وتعيش في الصحارى الحارة الجافة تكون أكثر عرضة للإصابة في مثل هذه الأوقات ويهيئ هذا الوضع الظروف المناسبة للسوس الذي ينشط في هذا الوقت نفسه للانتقال من حيوان لأخر.

## علاج الجرب وسبل مقاومته
تتم مقاومة الجرب بالعقاقير الكيمياوية، ولكن نسبة لطبيعة المرض فأن هذا لا يكتمل إلا بوضع برنامج ناجح لهذا الغرض. وهناك برنامج مفصل يبدأ برش الإبل المصابة جيداً بمحلول حديث التجهيز من إحدى المركبات الكيمياوية المبيدة للسوس مثل الجاماتوكس (Gamatox) أو النيوسيدال (Neocidal)، وقد تحتاج بعض المواقع للمعالجة باليد وتستخدم فرشاة قوية مع الدواء لتليين المناطق الجافة والمتفرقة، ويكرر على هذا المنوال مرة كل عشرة أيام وقد يحتاج الشفاء التام أحياناً إلى أربعة معالجات. يسهل تطبيق هذا الأسلوب في الحيوانات المستقرة ولكن يصعب الأمر مع أبل الرحل. إن معالجة المناطق المصابة وحدها لا يكفي ولا يمكن الاقتصار على المعالجة الجزئية أو الموضعية، وما يتكرر في الحديث عن مقاومة بعض السوس للكيمياويات أو نقص فعالية هذه الكيمياويات أحياناً، ما هو إلا أنعكاساً لسوء استخدام هذه المواد الكيمياوية.
لقد ظهرت مؤخراً مركبات أفرمكتين (أفيرميكتن) كمضادات للطفيليات ذات فعالية ضد بعض الطفيليات الداخلية والخارجية، وقد لاحظ البعض أن استخدام عقار أيفوميك بجرعة مقدارها 0.2 مغ/كغ قد نجح في شفاء الإبل من الجرب في مصر، وكذلك في الخنازير ولكن بجرعة تبلغ 0.3-0.35 مغ/كغ.